# Lonsdale (klädmärke)
Lonsdale är ett klädmärke från Storbritannien som har gjort sig kända för sina boxningskläder. Företaget är för närvarande italienskägt.